# Stany (województwo podkarpackie)
Stany – wieś w Polsce położona w województwie podkarpackim, w powiecie stalowowolskim, w gminie Bojanów.  
Do 1950 roku oraz w latach 1952–1954 była siedzibą gminy Stany. W latach 1975–1998 położona w województwie tarnobrzeskim. Siedziba rzymskokatolickiej parafii św. Jana Gwalberta i św. Tekli. W Stanach urodził się Stanisław Mielech, polski piłkarz, napastnik, reprezentant kraju. W miejscowości siedzibę ma klub piłkarski KS Łęg Stany, występujący od sezonu 2023/2024 w klasie A. 

## Części wsi
| SIMC    | Nazwa           | Rodzaj     |
| ------- | --------------- | ---------- |
| 0789157 | Borek           | przysiółek |
| 0789097 | Dąbale          | część wsi  |
| 0789105 | Kopanina        | część wsi  |
| 0789163 | Kozły           | przysiółek |
| 0789170 | Krochowa        | przysiółek |
| 0789111 | Kuligi          | część wsi  |
| 0789128 | Pod Świerczkiem | część wsi  |
| 0789134 | W Rudniku       | część wsi  |
| 0789140 | W Smugach       | część wsi  |
| 0789186 | Załęże          | przysiółek |